# Aleja lipowa w Potštejnie
Aleja lipowa w Potštejnie – pomnik przyrody znajdujący się w Czechach, w miejscowości Potštejn (kraj hradecki), w ulicy Pod Lipami, na wschodnim brzegu Dzikiej Orlicy, u podnóża góry z zamkiem w Potštejnie.
Obustronna aleja składa się  ze 116 lip drobnolistnych uzupełnionych przez 31 kasztanowców pospolitych. Jako pomnik przyrody drzewa zostały uznane przez Urząd Miejski w Vamberku 19 marca 1999 (nr 29/99/Ko.). Najstarsza lipa ma obwód pnia około 500 cm (najcieńsze egzemplarze mają po około 100 cm). Lipy dorastają do 30 metrów wysokości. Kasztanowce dochodzą do 27 metrów wysokości i 187 cm obwodu. Najstarsze drzewa mają około trzysta lat. 